# DSK
Nguyễn Đức Minh, nghệ danh là DSK, là một rapper người Việt Nam. Mặc dù anh không có xuất hiện nhiều trên báo chí hay mạng xã hội, nhưng anh vẫn được xem như là một trong những rapper vĩ đại và có sức ảnh hưởng nhất Việt Nam.

## Tiểu sử
DSK được sinh ra vào ngày 23 tháng 11 năm 1987 tại Hà Nội, Việt Nam. Là con út trong gia đình có 3 anh chị em. 
Anh cùng gia đình sống tại thành phố Hồ Chí Minh cho đến năm 13 tuổi. Sau đó anh theo gia đình sang Cộng Hòa Liên Bang Đức sinh sống và định cư. Tại đây cũng chính là nơi mà anh được tiếp xúc với văn hóa đường phố là Hip Hop và nhạc rap rồi nhận ra đây chính là đam mê của mình.

## Sự nghiệp
DSK là 1 trong 5 người sáng lập ra GVR (Genius Viet Rap) – tổ chức Rap hàng đầu Việt Nam với những tên tuổi như: Linh Lam, Rhymastic, Lee7, BDT, NAH, Andree, Việt Dragon,...
Năm 2020 trong cuộc cypher với sự góp mặt của Dế Choắt, Đạt Maniac và DSK. Đạt Maniac sau đó ngồi ghế nóng King of Rap, trong khi Dế Choắt dự thi Rap Việt và đã trở thành quán quân.

## Sản phẩm âm nhạc
Một số bài rap thành công của DSK có thể kể đến như: 
- Chưa Bao Giờ
- Điếu Thuốc Cuối
- Đôi Bờ
- Nắng
- Nếu Ngày Mai Tao Chết 3
- Rewind
- Mama
- Mưa
- Cảm Ơn Rap 2
- Vinataba
- Vần Với Cần Sa
- Một Lần Nữa
- Hậu Trường
- Khói
- Bay
- Tắc Thở
- Some Love
- Game
- Nắng 2
- Mưa 2
- Nothing Lasts Forever
- Vần – DSK
- Super Hero
- Intro
- SaiGon Smoking Weed
- Kiss My Ass
- Imagine
- Ngày tàn
- Fr080213 [3]